# Viktor Hald Thorup
Viktor Hald Thorup (født 14. august 1994 i Slagelse) er en dansk inline- og skøjteløber, som tidligere var bosat i Toulouse, Frankrig. Han er indehaver af de danske rekorder på 1500, 3000 og 5000 meter. Han blev nummer 6 på 5000 meter ved Junior-VM i Collalbo, Italien 2013.

## Personlige rekorder
- 500 meter:	38,74	10. januar 2015	Chelyabinsk (Rusland)
- 1000 meter:	1.16,24	1. februar 2014	Inzell (Tyskland)
- 1500 meter:	1.50,43	27. oktober 2013 Salt Lake City (USA) Dansk rekord
- 3000 meter:	3.51,00	10. oktober 2015	Inzell (Tyskland) Dansk rekord
- 5000 meter:	6.31,43	13 december 2014 Heerenveen (Holland) Dansk rekord
- 10000 meter:	14.36,94 1. december 2013 Astana (Kasakhstan)